# Boletim. Ministerio da Agricultura, Servico Florestal do Brasil
Boletim. Ministerio da Agricultura, Servico Florestal do Brasil (abreviado Bol. Minist. Agric. Serv. Florest. Brasil) es una revista con ilustraciones y descripciones botánicas que es editada en Río de Janeiro desde el año 1931.